# Liste de substances actives de produits phytosanitaires
Cette liste présente les principales substances actives contenues dans des produits phytosanitaires (ou produits phytopharmaceutiques, ou pesticides), utilisées pour la protection des cultures contre les organismes nuisibles.
Certaines de ces substances actives sont autorisées en Europe, ou en attente d'évaluation, alors que d'autres sont interdites par l'Union Européenne.
- Haut – A
- B
- C
- D
- E
- F
- G
- H
- I
- J
- K
- L
- M
- N
- O
- P
- Q
- R
- S
- T
- U
- V
- W
- X
- Y
- Z

## 1
- 1,3 dichloropropène

## 2
- 2,4 D ester
- 2,4 D sel de diméthylamine
- 2,4 DB ester
- 2,4 DB sel diméthylamine
- 2,4 MCPA ester
- 2,4 MCPA sel de diméthylamine
- 2,4 MCPB sel de sodium
- 2,4,5 T sel d'amine

## A
- abamectine
- acéphate
- acétochlore
- acibenzoar-S-méthyl
- acifluorfène
- aclonifen
- acrinathrine
- alachlore
- aldicarbe
- alloxydime-sodium
- alphaméthrine
- alpha-cyperméthrine
- amétryne
- amidosulfuron
- aminotriazole
- amitraze
- ancymidole
- anilazine
- anthraquinone
- arsénite de sodium
- asulame
- atrazine
- azimsulfuron
- azinphos-méthyl
- azocycloétain
- azoxystrobine

## B
- bénalaxyl
- bendiocarbe
- benfluraline
- benfuracarbe
- bénomyl
- bénoxacor
- bensulfuron méthyl
- bensultap
- bentazone
- benzoximate
- bétacyfluthrine
- bifénox
- bifenthrine
- bioresméthrine
- bitertanol
- brodifacoum
- brofenprox
- bromacil
- bromophos
- bromopropylate
- bromoxynil
- bromuconazole
- bupirimate
- buprofézine
- butraline

benzoate

## C
- cadusafos
- captane
- carbaryl
- carbendazime
- carbétamide
- carbofuran
- carbophénothion
- carbosulfan
- carboxine
- carfentrazone
- chinométhionate
- chlorate de sodium
- chlordécone
- chlorfenvinphos
- chloridazone
- chlorméphos
- chlorméquat
- chlorofénizon
- chloropicrine
- chlorothalonil
- chloroxuron
- chlorprophame
- chlorpyriphos-éthyl
- chlorpyriphos-méthyl
- chlorsulfuron
- chlorthal
- chlortiamide
- chlortoluron
- chlorure de choline
- cinidon éthyl
- cinosulfuron
- cintofen
- cléthodime
- clodinafop-propargyl
- clofencet
- clofentézine
- clomazone
- clopyralid
- cloquintocet-mexyl
- coumaphène
- cyanamide hydrogène
- cyanazine
- cycloate
- cycloxydime
- cyfluthrine
- cyhexaétain
- cymoxanil
- cyperméthrine
- cyproconazole
- cyprodinil
- cyromazine

## D
- dalapon
- daminozide
- dazomet
- DCPA
- deltaméthrine
- déméthon-s-méthylsulfone
- desmédiphame
- desmétryne
- diazinon
- dicamba
- dichlobenil
- dichlofenthion
- dichlofluanide
- dichlone
- dichlorophène
- dichlorprop
- dichlorprop ester
- dichlorvos
- diclobutrazol
- diclofop-méthyle
- dicofol
- diénochlore
- diéthion
- diéthofencarbe
- difénamide
- difénoconazole
- difenzoquat
- diflubenzuron
- diflufenicanil
- dikégulac
- diméfuron
- diméthachlore
- diméthénamide
- diméthipin
- diméthoate
- dimétomorphe
- diniconazole
- dinocap
- dinosèbe
- diphénylamine
- diquat
- disulfoton
- dithianon
- dithioate
- diuron
- DNOC
- dodémorphe
- doguadine

## E
- ébufos
- endosulfan
- époxiconazole
- EPTC
- esbiothrine
- esfenvalérate
- éthéphon
- éthidimuron
- éthiophencarbe
- éthofumesate
- éthoprophos
- éthyrimol
- éthofenprox

## F
- famoxadone
- fénarimol
- fénazaquin
- fenbuconazole
- fenbutatin
- fenclorim
- fenfuram
- fenhexamide
- fénitrothion
- fenizon
- fénoprop
- fénoxaprop éthyl
- fénoxaprop-p-éthyl
- fénoxycarbe
- fenpiclonil
- fenpropathrine
- fenpropidine
- fenpropimorphe
- fenpyroximate
- fenthion
- fentine acétate
- fentine hydroxyde
- fenvalérate
- ferbame
- fipronil
- flamprop isopropyl
- flamprop M
- flazasulfuron
- fluazifop P
- fluazifop-p-butyl
- fluazinam
- fludioxonyl
- flufénacet
- flufenoxuron
- fluméquine
- flumioxazine
- fluoroglycofène
- flupoxam
- flupyrsulfuron
- fluquinconazole
- fluridone
- fluridone
- flurochloridone
- fluroxypyr
- flurprimidol
- flurtamone
- flusilazole
- flutolanil
- flutriafol
- folpel (ou folpet)
- fomésafène
- fonofos
- formétanate
- formothion
- fosamine ammonium
- fosétyl - aluminium
- furalaxyl
- furathiocarbe

## G
- glufosinate
- glyphosate

## H
- haloxyfop-éthoxyéthyl
- haloxyfop-R acide
- heptenophos
- hexaconazole
- hexaflumuron
- hexazinone
- hexythiazox
- hydraméthylnon
- hydrazide maléique
- hymexazol

## I
- imazalil
- imazaméthabenz
- imazapyre
- imazaquine
- imidaclopride
- iodofenphos
- Iodosulfuron
- ioxynil
- iprodione
- isazofos
- isophenphos
- isoproturon
- isoxabène
- isoxaflutole

## K
- krésoxim-méthyl

## L
- lambda-cyhalothrine
- lénacile
- lindane
- linuron
- lufénuron

## M
- malathion
- mancozèbe
- manèbe
- mécoprop
- mécoprop-p
- mefenpyrdiéthyl
- méfluidide
- mépiquat
- mépronil
- mercaptodiméthur
- mésotrione
- métalaxyl
- métaldéhyde
- métamitrone
- métam-sodium
- métazachlore
- metconazol
- méthabenzthiazuron
- méthamidophos
- méthidathion
- méthomyl
- méthoprène
- métirame-zinc
- métobromuron
- métolachlore
- métosulam
- metoxuron
- métribuzine
- metsulfuron méthyle
- mévinphos
- molinate
- monalide
- monocrotophos
- monolinuron
- myclobutanil

## N
- naled
- napropamide
- naptalame
- néburon
- nicosulfuron
- nicotine
- nitralin
- nonylphénol éthoxylé
- norflurazon
- nuarimol

## O
- ofurace
- ométhoate
- oryzalin
- oxadiazon
- oxadixyl
- oxamyl
- oxycarboxine
- oxydéméton-méthyle
- oxyfluorfène

## P
- paclobutrazol
- paraquat dichlorure
- parathion éthyl
- parathion méthyl
- penconazole
- pencycuron
- pendiméthaline
- perméthrine
- phénamiphos
- phenmédiphame
- phorate
- phosalone
- phosamétine
- phosmet
- phosphamidon
- phoxime
- piclorame
- pipéronyl butoxyde
- pirimiphos-méthyl
- polyoxyéthylène amine
- prétilachlore
- prochloraze
- procymidone
- profénophos
- prohexadione
- prométryne
- propachlore
- propamocarbe
- propanil
- propaquizafop
- propargite
- propétamphos
- prophame
- propiconazole
- propinèbe
- propyzamide
- prosulfocarbe
- prosulfuron
- prothoate
- pymétrozine
- pyraflufen éthyl
- pyrazon
- pyrazophos
- pyridabène
- pyridaphenthion
- pyridate
- pyrifénox
- pyriméthanil
- pyrimicarbe
- pyriproxifène

## Q
- quinalphos
- quinclorac
- quinmérac
- quinoxyfen
- quintozène
- quizalofop

## R
- rimsulfuron
- roténone

## S
- séthoxydime
- siduron
- simazine
- soufre (produit phytosanitaire)
- spiroxamine
- sulcotrione
- sulfamate ammonium
- sulfosate
- sulfosulfuron
- sulfotep

## T
- tau-fluvalinate
- tébuconazole
- tébufénozide
- tébufenpyrad
- tébutame
- tébuthiuron
- téflubenzuron
- téflutrine
- téméphos
- terbacile
- terbufos
- terbuméton
- terbuthylazine
- terbutryne
- tétraconazole
- tétradifon
- tétrathiocarbonate de sodium
- thiabendazole
- thiamethoxam
- thifensulfuron méthyle
- thiocyanate d'ammonium
- thiocyanate de sodium
- thiodicarbe
- thiofanox
- thiométon
- thiophanate méthyl
- thiophane
- thirame
- tolclophos-méthyl
- tolylfluanide
- tralkoxydime
- tralométhrine
- triacétate de guazatine
- triadiméfon
- triadiménol
- triallate
- triapenthénol
- triasulfuron
- triazamate
- triazoxide
- tribénuron-méthyl
- trichlorfon
- triclopyr ester
- triclopyr sel amine
- tridémorphe
- triflumuron
- trifluraline
- triflusulfuron-méthyl
- triforine
- trinexapac-éthyl
- triticonazole

## V
- vamidothion
- vernolate
- vinchlozoline

## W
- Warfarine

## Z
- zinèbe
- zirame